# Keanu Baccus
Keanu Kole Baccus (sinh ngày 7 tháng 6 năm 1998) là một cầu thủ bóng đá chuyên nghiệp người Úc thi đấu ở vị trí tiền vệ cho câu lạc bộ St Mirren ở Scottish Premiership và đội tuyển quốc gia Úc.

### Bàn thắng quốc tế
| # | Ngày                | Địa điểm                            | Đối thủ | Bàn thắng | Kết quả | Giải đấu                 |
| - | ------------------- | ----------------------------------- | ------- | --------- | ------- | ------------------------ |
| 1 | 21 tháng 3 năm 2024 | Sân vận động Tây Sydney, Sydney, Úc | Liban   | 1–0       | 2–0     | Vòng loại World Cup 2026 |